# Ricardo Medina
Ricardo Medina war ein uruguayischer Fußballspieler.

## Karriere

### Verein
Mittelfeldakteur Medina spielte mindestens 1919 für Central in der Primera División.

### Nationalmannschaft
Medina war Mitglied der A-Nationalmannschaft Uruguays. 1918 gewann er mit Uruguay die Copa Gran Premio de Honor Uruguayo. In beiden Partien gegen die argentinische Auswahl wurde er aufgestellt. Er gehörte überdies dem Kader der Celeste bei der Südamerikameisterschaft 1919 in Brasilien an, bei der Uruguay den zweiten Platz belegte. Im Verlaufe des Turniers kam er nicht zum Einsatz.

### Erfolge
- Copa Gran Premio de Honor Uruguayo: 1918